# کچوای جنوبی
کچوای جنوبی (کچوا: Urin qichwa، اسپانیایی: quechua sureño)، یا به سادگی کچوا (Qichwa یا Qhichwa)، با حدود ۶٫۹ میلیون گویشور، پرگویش‌ترین گروه منطقه ای اصلی گویش‌های قابل فهم متقابل در خانواده زبان‌های کچوا است. همچنین این زبان رایج‌ترین زبان بومی در قاره آمریکا است. اصطلاح کچوای جنوبی به گونه‌های کوچوانی گفته می‌شود که در مناطقی از آند در جنوب خطی تقریباً شرق به غرب بین شهرهای هواکایو و هوانکاولیکا در مرکز پرو صحبت می‌شود. این شامل گونه‌های کچوا است که در مناطق آیاکوچو، کوسکو و بسیاری از در پرو، در بیشتر بولیوی و بخش‌هایی از شمال غربی آرژانتین صحبت می‌شود. رایج‌ترین گونه‌های رایج عبارتند از کوسکو، آیاکوچو، بسیاری از (کولائو)، و بولیوی جنوبی. 
در طبقه‌بندی سنتی خانواده زبان کچوا توسط آلفردو توررو، کچوای جنوبی معادل "کچوا IIc " توررو (یا فقط "QIIc") است؛ بنابراین برخلاف بسیاری از گونه‌های خواهر خود در خانواده وسیع‌تر کچوانی که در نواحی شمال خط هوانکایو-هوانکاولیکا صحبت می‌شود، قرار می‌گیرد: کچوای مرکزی (QI توررو) که از هوانکایو به سمت شمال تا منطقه آنکش صحبت می‌شود. کچوای پرو شمالی در اطراف کاجامارکا و اینکاهواسی (گاوباز's IIa)؛ و کیچوا (بخشی از توررو کچوا IIb).

## گویش‌ها
گویش‌ها عبارتند از آیاکوچو کچوا، کوسکو کچوا، پونو کچوا (کولائو کچوا)، بولیوی شمالی کچوا (آپولو کچوا)، و بولیوی جنوبی کچوا. سانتیاگوئنو کچوا در آرژانتین واگرا است و به نظر می‌رسد از ترکیبی از گویش‌ها، از جمله بولیوی جنوبی گرفته شده‌است. لهجه‌های آرژانتینی کاتامارکا و لاریوجا منقرض شده‌اند.
برجسته‌ترین تمایز بین آیاکوچو کچوا و دیگران این است که فاقد سری همخوان‌های متوقف شده (tʃʰ, pʰ, tʰ, kʰ, qʰ) و اجکتیو (tʃʼ, pʼ, tʼ, kʼ, qʼ) است. گونه‌های دیگر بولیوی و پرو جنوبی که روی هم جمع شده‌اند، کوسکو-کولائو کچوا (یا "هر کس-قولاو") نامیده می‌شوند. با این حال، آنها یکپارچه نیستند. به عنوان مثال، کچوای بولیوی از نظر ریخت‌شناسی با کوسکو و آیاکوچو کچوا متمایز است، در حالی که بولیوی شمالی از نظر واج‌شناسی در مقایسه با بولیوی جنوبی و کوسکو کاملاً محافظه‌کار است، بنابراین هیچ انشعاب بین آیاچو و کوسکو-کولائو وجود ندارد.
سانتیاگوئنو نیز فاقد سری‌های آسپیراسیون و پرتاب کننده است، اما این یک پیشرفت متمایز در آرژانتین بود. همچنین بقایای تمایز کچوا s–š را حفظ می‌کند که در غیر این صورت از کچوای جنوبی گم شده‌است، که نشان می‌دهد انواع دیگری از کچوا در پس زمینه آن وجود دارد.

## کچوای استاندارد
رودولفو سرون پالومینو، زبان‌شناس پرویی، املای استانداردی ابداع کرده‌است که برای همه اشکال منطقه ای مختلف کچوا که تحت عنوان چتر کچوای جنوبی قرار می‌گیرند، قابل اجرا باشد. این سازشی از ویژگی‌های محافظه کارانه در تلفظ مناطق مختلف است که به اشکال کچوای جنوبی صحبت می‌کنند. این توسط بسیاری از موسسات در پرو و بولیوی پذیرفته شده‌است و همچنین در صفحات ویکی‌پدیا کچوا و توسط مایکروسافت در ترجمه نرم‌افزارهای خود به زبان کچوا استفاده می‌شود.
در اینجا چند نمونه از املای منطقه ای متفاوت از املای استاندارد آورده شده‌است:
| آیاکوچو   | کوزکو    | استاندارد  | ترجمه         |
| --------- | -------- | ---------- | ------------- |
| upyay     | اوهی     | upyay      | "نوشیدن"      |
| لامکای    | لانکای   | برای ترازو | "برای کار"    |
| ñuqanchik | نقانچی‌ها | ñuqanchik  | "ما (شامل)"   |
| -چکا-     | -چی-     | -چک-       | (پسوند پیشرو) |
| پانچا     | پنچای    | پانچا      | "روز"         |

در بولیوی از همان استاندارد بجز «j» استفاده می‌شود که به جای «h» برای صدای [h] (مانند زبان اسپانیایی) استفاده می‌شود.
مثال‌های صوتی برای کلمات پاتا، ترک خورده پاتا
حروف زیر برای واژگان ارثی کچوا و برای کلمات قرضی از آیمارا استفاده می‌شود:
a, ch, chh, ch', h, i, k, kh, k', l, ll, m, n, ñ, p, ph, p', q, qh, q', r, s, t, th, t'، u, w، y.
به جای "sh" (که در انواع شمالی و مرکزی کچوا ظاهر می‌شود) از "s" استفاده می‌شود.
به جای «ĉ» (که در گونه‌های کچوای جونین، کاخامارکا ولامبایک ظاهر می‌شود)، «ch» استفاده می‌شود.
حروف زیر در کلمات قرضی از اسپانیایی و سایر زبان‌ها (نه از آیمارا) استفاده می‌شود:
ب، د، ه، و، ج، ای.
حروف e و o برای کلمات بومی کچوا استفاده نمی‌شود زیرا صداهای متناظر به سادگی آلوفون‌های i و u هستند که به‌طور قابل پیش‌بینی در کنار q, qh و q ظاهر می‌شوند. این قانون در مورد املای رسمی کچوا برای همه گونه‌ها اعمال می‌شود؛ بنابراین املای ⟨qu⟩ و ⟨qi⟩ [qo] و [qe] تلفظ می‌شود.
با این حال، حروف در نام‌های خاص یا کلماتی که مستقیماً از اسپانیایی گرفته شده‌اند ظاهر می‌شوند:
c, v، x, z; j (در پرو؛ در بولیوی به جای h استفاده می‌شود).
گرامر

## نوع مورفولوژیکی
زبان کچوا یک زبان تجمیع کننده است، به این معنی که کلمات از ریشه‌های اصلی و به دنبال آن پسوندهای متعددی ساخته می‌شوند که هر کدام یک معنی دارند. تعداد زیاد پسوندهای آنها هم معنای کلی کلمات و هم‌سایه‌های ظریف معنی آنها را تغییر می‌دهد. همه گونه‌های کچوا، بر خلاف زبان‌های ایزوله یا آمیخته [تامسون]، زبان‌های چسبنده بسیار منظمی هستند. ترتیب جملات عادی آنها SOV (موضوع – مفعول – فعل) است. ویژگی‌های دستوری قابل توجه عبارتند از صرف دوشخصی (افعال موافق با فاعل و مفعول)، اثبات (نشان دادن منبع و صحت دانش)، مجموعه‌ای از ذرات موضوع و پسوندهایی که نشان می‌دهند چه کسی از یک عمل سود می‌برد و نگرش گوینده نسبت به آن، اما برخی از انواع ممکن است برخی از ویژگی‌ها را نداشته باشند.